# Tlake, Grosuplje
Tlake este o localitate din comuna Grosuplje, Slovenia, cu o populație de 123 de locuitori.